# روبرت هاين
روبرت هاين (بالإنجليزية: Rupert Hine)‏ هو مغن مؤلف وكاتب أغاني ومنتج أسطوانات ومغني بريطاني، ولد في 21 سبتمبر 1947 في لندن في المملكة المتحدة.

## وصلات خارجية
- الموقع الرسمي
- روبرت هاين على موقع IMDb (الإنجليزية)
- روبرت هاين على موقع ميوزك برينز (الإنجليزية)
- روبرت هاين على موقع أول ميوزيك (الإنجليزية)
- روبرت هاين على موقع ديسكوغز (الإنجليزية)